# Polyscias crenata
Polyscias crenata är en araliaväxtart som först beskrevs av Jean Armand Isidore Pancher och Sebert, och fick sitt nu gällande namn av David Frodin. Polyscias crenata ingår i släktet Polyscias och familjen Araliaceae. Inga underarter finns listade.